# Alaxchelicera
Alaxchelicera ordinaria es una especie de araña araneomorfa de la familia Linyphiidae. Es el único miembro del género monotípico Alaxchelicera.

## Distribución
Se encuentra en Victoria en Australia